# Eleutherine citriodora
Eleutherine citriodora är en irisväxtart som beskrevs av Pierfelice Ravenna. Eleutherine citriodora ingår i släktet Eleutherine och familjen irisväxter. Inga underarter finns listade i Catalogue of Life.